# クーラント数理科学研究所

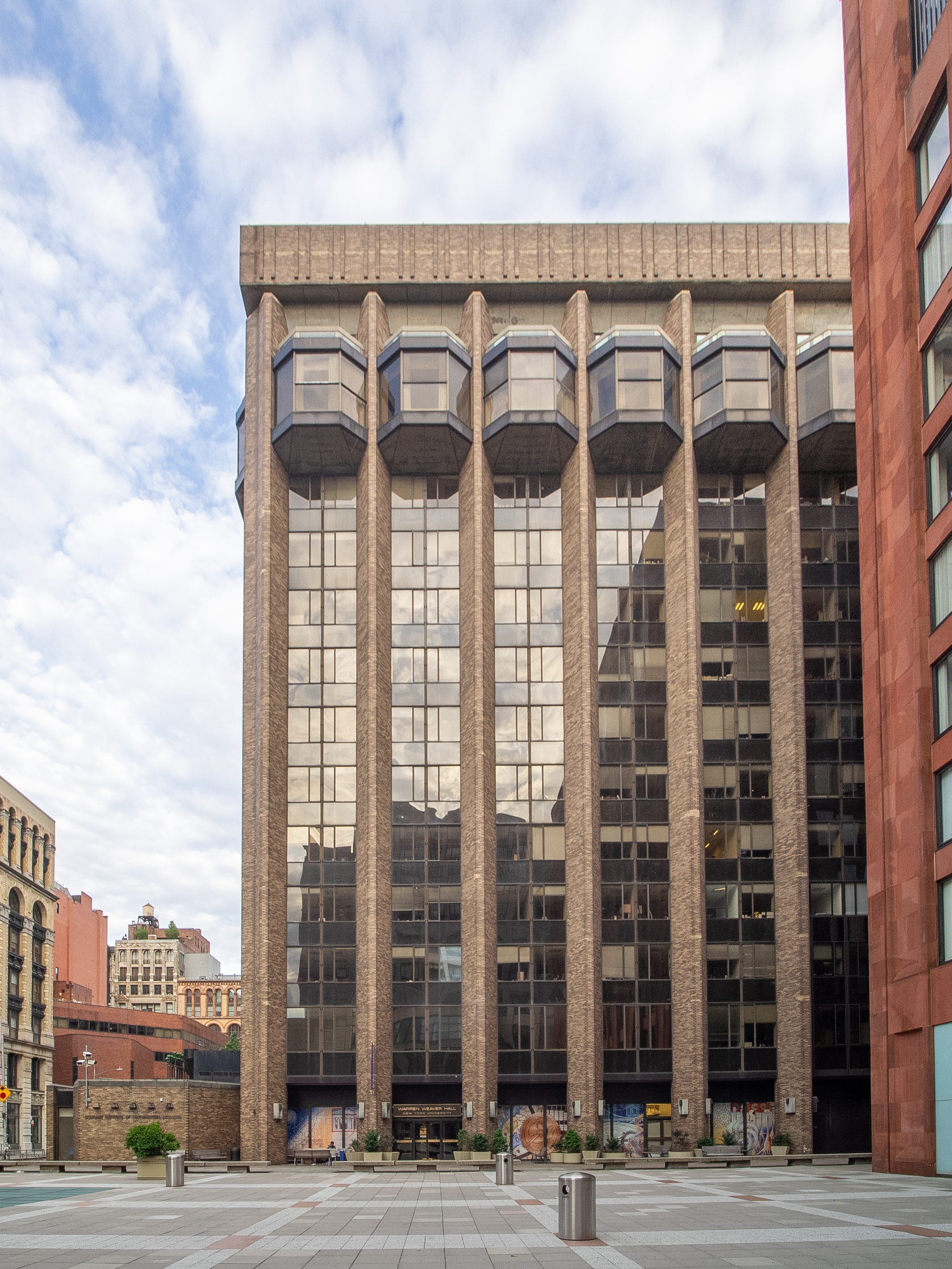
クーラント数理科学研究所

クーラント数理科学研究所（Courant Institute of Mathematical Sciences、CIMS）は、ニューヨーク大学の独立機関で、情報工学と数学の研究と高等教育を行っているカレッジオブアーツアンドサイエンス（日本的に言えば文理学部や教養学部）に属する。世界でも最も権威のある数理科学研究所の一つと考えられている。創立者の一人で、1936年から1972年までニューヨーク大学の数学教授を務めたリヒャルト・クーラントに因んで名付けられた。
応用数学の分野で全米で1位にランキング付けされている。